# Асако 1 и 2
«Асако 1 и 2» (яп. 寝ても覚めても Нэтэмо самэтэмо) — японский мелодраматический фильм 2018 года, поставленный режиссёром Рюсукэ Хамагути по роману Томоки Сибасаки. Главные роли исполнили Эрика Карата и Масахиро Хигасидэ. Мировая премьера ленты состоялась 14 мая 2018 года на 71-м Каннском кинофестивале, где она участвовала в основной конкурсной программе.

## Сюжет
21-летняя Асако живет в Осаке. Она без памяти влюбляется в свободолюбивого парня Баку, который не терпит ни серьезных отношений, ни обязательств. Однажды он бесследно исчезает из города и жизни Асако.
Через два года девушка переезжает в Токио и встречает там парня по имени Рёхэй. Он невероятно похож на Баку, только, в отличие от него, ответственный и серьёзный. Асако начинает встречаться с Рёхэем, решив, что пришло время забыть Баку, но спустя несколько лет она узнаёт, что Баку стал знаменитым актёром. Асако сбегает от Рёхэя и пытается начать отношения с Баку, но вскоре понимает, что идеализировала его, и возвращается к Рёхэю, который теперь ей не доверяет.